# Hokuto Nakamura
Hokuto Nakamura (jap. 中村 北斗, Nakamura Hokuto; * 10. Juli 1985 in der Präfektur Nagasaki) ist ein ehemaliger japanischer Fußballspieler.

## Karriere

### Verein
Nakamura erlernte das Fußballspielen in der Schulmannschaft der Kunimi High School. Seinen ersten Vertrag unterschrieb er 2004 bei Avispa Fukuoka. Der Verein spielte in der zweithöchsten Liga des Landes, der J2 League. Für den Verein absolvierte er 105 Spiele. 2009 wechselte er zum Erstligisten FC Tokyo. 2009 gewann er mit dem Verein den J.League Cup. 2011 gewann er mit dem Verein den Kaiserpokal. Für den Verein absolvierte er 73 Spiele. 2014 wechselte er zum Ligakonkurrenten Omiya Ardija. 2015 kehrte er nach Avispa Fukuoka zurück. 2018 wechselte er zu V-Varen Nagasaki. Ende 2019 beendete er seine Karriere als Fußballspieler.

### Nationalmannschaft
Mit der japanischen Nationalmannschaft qualifizierte er sich für die Junioren-Fußballweltmeisterschaft 2005.

## Erfolge
FC Tokyo
- J. League Cup

Sieger: 2009
- Kaiserpokal

Sieger: 2011